# Morel, der Meister der Kette
Morel, der Meister der Kette (deutscher und österreichischer Verleihtitel) bzw. Morel, der Meister des Verbrechens und Glanz und Elend der Kurtisanen (österreichischer Untertitel) ist ein vermutlich in deutsch-österreichischer Gemeinschaftsproduktion entstandener Spielfilm aus dem Jahr 1920. Er entstand nach der Romanvorlage Glanz und Elend der Kurtisanen von Honoré de Balzac unter der Regie von Conrad Wiene und Louis Ralph; letztgenannter übernahm auch die Titelrolle des Morel. Die Rollennamen im Film entsprechen großenteils nicht den Namen der Protagonisten der literarischen Vorlage.

## Handlung
Morel, einst ein Meister des Verbrechens, musste für seine Straftaten eine lange Haftstrafe absitzen. Doch es gelingt ihm, dem Bagno zu entfliehen. Eines Tages begegnet er dem jungen Poeten Leon Montaguard. Als dieser sich das Leben nehmen will, ist Morel rechtzeitig zur Stelle und rettet den jungen Mann. Von Morel protegiert, steigt Leon bald in die höchsten gesellschaftlichen Kreise von Paris auf. Morel strebt an, dass Leon all dies erreichen möge, was dem geächteten Ex-Sträfling gesellschaftlich versagt bleiben muss. Dort wird Leon Liebhaber von Damen der haute volée. Er ist aber in Wirklichkeit mit der Kurtisane Cecile liiert, die einst von Morel in ein Kloster gesteckt wurde, auf dass diese dort zu einer wohlanständigen jungen Dame reifen möge.
Als Cecile den deutlich älteren Baron Boudet kennen lernt, verliebt sich dieser in sie. Morel sieht darin eine gute Gelegenheit, diesen reichen Mann, einen Bankier, nach allen Regeln der Kunst auszunehmen. Der lässt gegenüber Cecile jede Vernunft fahren und stürzt sich, um Cecile für sich zu gewinnen, in Unkosten. Cecile, die bald erkennt, wie schrecklich ihr von Morel angefeuertes Doppelspiel ist, bringt sich, innerlich gebrochen, daraufhin um. Derweil kommt die Polizei hinter das Treiben von Morel, und auch dessen Protegé Leon, der über Ceciles von Boudet erhaltenes Geld seinen gesellschaftlichen Stand festigen und ausbauen sollte, gerät ins Visier der Staatsmacht. Die schlägt schließlich zu und verhaftet Morel und den ahnungslosen Leon als dessen Komplizen.
Jetzt erst, im Polizeigewahrsam, erkennt Leon, dass er für seinen Förderer, den gewissenlosen Morel, nur Mittel zum Zweck war. Von dieser Erkenntnis, dass der einzige Freund, den er in Morel zu haben glaubte, ein ehrloser und durchtriebener Schurke ist, innerlich zutiefst getroffen, bringt sich nach Cecile nun im Kerker auch Leon um. Jetzt ist Morel ganz allein, und er bricht im Angesicht seiner Missetaten zusammen. Es stellt sich nämlich heraus, dass Leon Morels Sohn war und dieser nichts von diesem Umstand wusste. Morel ergibt sich seinem Schicksal, was immer nun auf ihn zukommen möge.

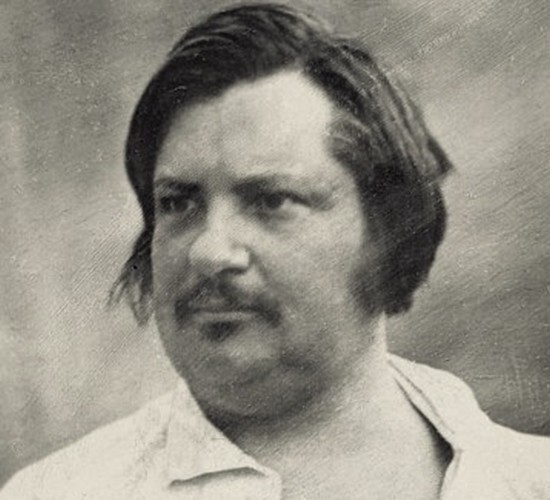
Honoré Balzac (Daguerreotypie von 1842), der Autor der Romanvorlage

## Produktionsnotizen
Morel, der Meister der Kette entstand vermutlich im Winter 1919/20 im Berliner Lixie-Atelier in Berlin-Weißensee. In Deutschland wurde die Balzac-Umsetzung in zwei Teilen -- 1. Abschnitt: „Die Kette“, 2. Abschnitt: „Glanz und Elend“ -- gezeigt und wies eine Länge von rund 2300 Metern (Teil 1) bzw. rund 2195 Metern, verteilt auf jeweils sieben Akte, auf. Die Wiener Fassung besaß 15 Akte, verteilt auf drei Teile (Titel: „Die Kette“, „Die Marionetten“, „Glanz und Elend“), die jeweils rund 1600 Meter Länge besaßen.
Die deutsche Aufführung des ersten Teils fand Ende März 1920 im Marmorhaus statt, die des zweiten Teils am gleichen Platz am 2. April 1920. Erst im August desselben Jahres passierte der Streifen die deutsche Filmzensur. In Österreich liefen die drei Teile am 24. September, dem 28. September und dem 1. Oktober 1920 an. In beiden Ländern wurde ein Jugendverbot (in Österreich: Schulverbot) erlassen.
Der Wiener Ausstatter Hans Berger entwarf die Filmbauten und assistierte auch den beiden Regisseuren.

## Kritik
Paimann’s Filmlisten resümierte: „Stoff, Photos und Spiel ausgezeichnet, Szenerie sehr gut. (Ein Schlager.)“

## Einzelnachweis
1. ↑  Morel, der Meister der Kette in Paimann‘s Filmlisten (Memento des Originals vom 8. August 2017 im Internet Archive)  Info: Der Archivlink wurde automatisch eingesetzt und noch nicht geprüft. Bitte prüfe Original- und Archivlink gemäß Anleitung und entferne dann diesen Hinweis.